# Columbia (California)
Columbia es un lugar designado por el censo ubicado en el condado de Tuolumne en el estado estadounidense de California. En el año 2020 tenía una población de 2,577 habitantes y una densidad poblacional de 150 personas por km².

## Geografía
Columbia se encuentra ubicado en las coordenadas 38°2′2″N 120°24′4″O / 38.03389, -120.40111. Según la Oficina del Censo, la ciudad tiene un área total de 16 km² (6,2 mi²), de la cual 16 km² (6,2 mi²) es tierra y 0 km² (0 mi²) (0%) es agua.

## Demografía
Según la Oficina del Censo en 2000 los ingresos medios por hogar en la localidad eran de $29,173, y los ingresos medios por familia eran $35,000. Los hombres tenían unos ingresos medios de $40,729 frente a los $23,750 para las mujeres. La renta per cápita para la localidad era de $18,731. Alrededor del 19% de la población estaba por debajo del umbral de pobreza.